# مايكل ميرفي
مايكل ميرفي (بالإنجليزية: Michael Murphy)‏ هو ممثل تعبيري وممثل أمريكي، ولد في 5 مايو 1938 بلوس أنجلوس في الولايات المتحدة.

## أعمال

### أفلام
- (1970) ماش[2]
- (1975) ناشفيل
- (1978) امرأة غير متزوجة
- (1979) مانهاتن[3]
- (1982) سنة العيش بخطورة
- (1992) عودة الرجل الوطواط
- (1999) ماغنوليا
- (2002) مباشر من بغداد
- (2006) بعيدا عنها[4]
- (2006)  الوقفة الأخيرة[5]
- (2009) التروتسكي
- (2013) البيت الأبيض سقط[6]

## وصلات خارجية
- مايكل ميرفي على موقع IMDb (الإنجليزية)
- مايكل ميرفي على موقع الموسوعة البريطانية (الإنجليزية)
- مايكل ميرفي على موقع ألو سيني (الفرنسية)
- مايكل ميرفي على موقع ميوزك برينز (الإنجليزية)
- مايكل ميرفي على موقع أول موفي (الإنجليزية)
- مايكل ميرفي على موقع قاعدة بيانات الأفلام السويدية (السويدية)
- مايكل ميرفي على موقع إن إن دي بي (الإنجليزية)
- مايكل ميرفي على موقع قاعدة بيانات الفيلم (الإنجليزية)
- مايكل ميرفي على موقع كينوبويسك (الروسية)